# Ian Veneracion
Ian Veneracion (Manila, 7 de febrero de 1975) es un actor de televisión y cine, comediante y cantante filipino. Conocido por ser también un piloto privado, paracaidista , piloto de parapente y buzo con licencia. Veneración también participa en diversas actividades al aire libre como pista de equitación , escalada , vela y pesca recreativa. Era un piloto para el equipo de carreras de motocross Shell-Yamaha de entre 2004 y 2006. Está casado y tiene tres hijos .

## Filmografía

### TV
| Año       | Título                                                       | Rol                           | Red         |
| 2015      | Pangako Sa 'Yo                                               | Eduardo Buenavista            | ABS-CBN     |
| 2013-2014 | Got To Believe                                               | Jaime Manansala               | ABS-CBN     |
| 2013      | Kailangan Ko'y Ikaw                                          | Redentor "Red" Manrique       | ABS-CBN     |
| 2012      | It's Showtime                                                | Guest Celebrity Hurado        | ABS-CBN     |
| 2011      | Maalaala Mo Kaya: Bibliya                                    | Bong                          | ABS-CBN     |
| 2011      | Maria La Del Barrio                                          | Fernando Dela Vega            | ABS-CBN     |
| 2011      | I Heart You, Pare!                                           | Ramon Castillo                | GMA Network |
| 2010      | Jillian: Namamasko Po                                        | Migs                          | GMA Network |
| 2010      | First Time                                                   | Robert Gómez                  | GMA Network |
| 2009      | Carlo J. Caparas' Totoy Bato                                 | Miguel Velarde                | GMA Network |
| 2009      | Sana Ngayong Pasko                                           | Doctor Emmanuel               | GMA Network |
| 2008      | Carlo J. Caparas' Joaquin Bordado                            | Jerome Apacible/Miguel Águila | GMA Network |
| 2008      | Obra: Stella .45                                             | Arman                         | GMA Network |
| 2007      | Mars Ravelo's Lastikman                                      | Agaddon                       | ABS-CBN     |
| 2007      | Mga Mata ni Anghelita                                        | Tikwalin                      | GMA Network |
| 2007      | Mga Kuwento Ni Lola Basyang: Ang Prinsipeng Mahaba Ang Ilong | Haring Arturo                 | GMA Network |
| 2006      | Encantadia: Pag-ibig Hanggang Wakas                          | Armeo                         | GMA Network |
| 2006      | Mars Ravelo's Captain Barbell                                | Commander X                   | GMA Network |
| 2006      | Mahiwagang Baul: Alamat ng Bahaghari                         | Haring Gati                   | GMA Network |
| 2006      | Now and Forever: Tinig                                       | Juan Miguel                   | GMA Network |
| 2005      | Encantadia                                                   | Armeo                         | GMA Network |
| 2004      | Te Amo, Maging Sino Ka Man                                   | Amiel                         | GMA Network |
| 2003–2004 | Darating ang Umaga                                           | Jaime Reverente               | ABS-CBN     |
| 2001      | Ikaw Lang Ang Mamahalin                                      | Paolo                         | GMA Network |
| 1986–1996 | That's Entertainment                                         | Himself                       | GMA Network |
| 1982      | Joey and Son                                                 | Jeffrey Laperal               | RPN 9       |

### Filmes
- Feng Shui 2 (2014)
- Once A Princess (2014)
- She's Dating The Gangster (2014)
- Puti (2013)
- El Presidente (2012)
- Ouija 2 (2012)
- Segunda Mano (2011)
- Ate (2007)
- Siquijor: Mystic Island (2007)
- Moments of Love (2006)
- Tulay (2006)
- inter.m@tes (2004)
- Lapu-Lapu (2002)
- Parehas ang Laban (2001)
- Sgt. Maderazo: Bayad Na Pati Ang Kaluluwa Mo (2001)
- 'Di Ko Kayang Tanggapin (2000)
- Unfaithful Wife 2: Sana'y Huwag Akong Maligaw (1999)
- Armadong Hudas (1998)
- Gangland (1998)
- Guevarra: Sa Batas Ko, Walang Hari(1998)
- Rubber Man "cameo" (1998)
- Halik ng Bampira (1997)
- Totoy Hitman (1997)
- Bastardo (1997)
- Kapag Nasukol Ang Asong Ulol (1997)
- Ben Balasador: Akin Ang Huling Alas (1996)
- Kanto Boy 2: Anak ni Totoy Guapo (1995)
- Pedrito Masangkay: Walang Bakas Na Iniwan (1994)
- Sgt Bobby Aguilar (1994)
- Boy Praning (1994)
- Bukas Tatakpan Ka ng Dyario (1993)
- Zaldong Tisoy (1993)
- Alyas Baby Face (1990)
- Kristobal: Tinik Sa Korona (1990)
- Kunin Mo Ang Ulo Ni Ismael (1990)
- Pardina At Ang Mga Duwende (1989)
- One Two Bato Three Four Bapor (1989)
- Anak ng Demonyo (1989)
- Hindi Tao, Hindi Hayop: Adventures of Seiko Jewels (1988)
- Hiwaga sa Balete Drive (1988)
- Black Magic (1987)
- Ako si Kiko, Ako si Kikay (1987)
- Di Bale Nalang (1987)
- Mang Kepweng and Son (1983)
- Never Ever Say Goodbye (1982)